# Милхајм (Мозел)
Милхајм (њем. Mülheim) општина је у њемачкој савезној држави Рајна-Палатинат. Једно је од 107 општинских средишта округа Бернкастел-Витлих. Према процјени из 2010. у општини је живјело 983 становника. Посједује регионалну шифру (AGS) 7231090.

## Географски и демографски подаци
Милхајм се налази у савезној држави Рајна-Палатинат у округу Бернкастел-Витлих. Општина се налази на надморској висини од 119 метара. Површина општине износи 4,9 km². У самом мјесту је, према процјени из 2010. године, живјело 983 становника. Просјечна густина становништва износи 200 становника/km².